# 新曽南
新曽南（にいぞみなみ）は、埼玉県戸田市の町名。現行行政地名は新曽南一丁目から四丁目。住居表示実施地区。郵便番号は335-0026（蕨郵便局管区）。

## 地理
戸田市の南部に位置する。地区内に鉄道は通っていないが、JR埼京線戸田駅、戸田公園駅が最寄り駅となっている。特に地区南部は工場や倉庫が多く立地していたが、近年マンションなどの宅地開発が盛んである。

### 河川
- 上戸田川
- 菖蒲川

### 地価
住宅地の地価は、2017年（平成27年）1月1日の公示地価によれば、新曽南二丁目4-17の地点で21万8000円/m2となっている。

## 歴史

### 沿革
- 1968年（昭和43年）11月1日 - 戸田市大字新曽の一部が新曽南一丁目〜四丁目、氷川町一丁目〜三丁目、戸田公園の一部となる[6]。

## 世帯数と人口
2017年（平成29年）10月1日現在の世帯数と人口は以下の通りである。
| 丁目         | 世帯数    | 人口    |
| ------------ | --------- | ------- |
| 新曽南一丁目 | 622世帯   | 1,322人 |
| 新曽南二丁目 | 1,022世帯 | 2,416人 |
| 新曽南三丁目 | 1,237世帯 | 2,986人 |
| 新曽南四丁目 | 359世帯   | 714人   |
| 計           | 3,240世帯 | 7,438人 |

## 小・中学校の学区
市立小・中学校に通う場合、学区は以下の通りとなる。
| 丁目         | 番地 | 小学校             | 中学校             |
| ------------ | ---- | ------------------ | ------------------ |
| 新曽南一丁目 | 全域 | 戸田市立新曽小学校 | 戸田市立新曽中学校 |
| 新曽南二丁目 | 全域 | 戸田市立新曽小学校 | 戸田市立新曽中学校 |
| 新曽南三丁目 | 全域 | 戸田市立新曽小学校 | 戸田市立新曽中学校 |
| 新曽南四丁目 | 全域 | 戸田市立新曽小学校 | 戸田市立新曽中学校 |

## 交通
- 東京都道・埼玉県道68号練馬川口線（オリンピック通り）
- 中央通り
- 戸田中通り
- 新曽小通り

## 施設
- 戸田市立新曽小学校
- 戸田市役所新曽南庁舎
- 戸田新曽南郵便局
- 戸田病院
- 新曽下町会館
- 新曽ポンプ場
- 新曽南保育園
- 戸田公園西雲母保育園
- 馬場公園
- 馬場ふれあい公園
- 新曽南児童遊園地
- 新曽南4丁目児童遊園地
- 下町さくら西ひろば